# BKS Bochnia (piłka ręczna)
Stalprodukt BKS Bochnia – zespół występujący od sezonu 2009/10 w I lidze gr. B piłki ręcznej. Sekcja piłki ręcznej w Bochni istnieje od 1950 roku, drużyna wielokrotnie występowała w I lidze.
W czerwcu 2011 drużyna została wycofana z rozgrywek I ligi, ze względu na brak porozumienia z urzędem miasta wycofał się główny sponsor.

## Kadra
| Kadra 2010/11 | Kadra 2010/11        | Kadra 2010/11 | Kadra 2010/11  | Kadra 2010/11          |
| Nr            | Nazwisko             | Nar           | Data urodzenia | Poprzedni klub         |
| Bramkarze     | Bramkarze            | Bramkarze     | Bramkarze      | Bramkarze              |
| ------------- | -------------------- | ------------- | -------------- | ---------------------- |
| 16            | Sebastian Michalczuk | Polska        | 20.01.1986     | AZS AWF Biała Podlaska |
| 1             | Tomasz Węgrzyn       | Polska        | 01.09.1982     | Wychowanek             |
| 12            | Mateusz Zimakowski   | Polska        | 21.02.1986     | AZS AWFiS Gdańsk       |
| Skrzydłowi    |                      |               |                |                        |
| 11            | Grzegorz Balicki     | Polska        | 28.11.1976     | Azoty-Puławy           |
| 20            | Łukasz Rybak         | Polska        | 12.05.1987     | Stal Mielec            |
| 4             | Tomasz Charuza       | Polska        | 13.05.1983     | MTS Chrzanów           |
| 14            | Tomasz Zacharski     | Polska        | 19.04.1990     | Vive Kielce            |
| 5             | Maciej Imiołek       | Polska        | 14.01.1991     | MOSiR Bochnia          |
| Rozgrywający  |                      |               |                |                        |
| 7             | Artur Wełna          | Polska        | 11.07.1989     | MOSiR Bochnia          |
| 15            | Jakub Kłoda          | Polska        | 06.08.1990     | Siódemka Miedź Legnica |
| 17            | Kamil Zawada         | Polska        | 22.04.1988     | Vive Kielce            |
| 3             | Krzysztof Chrabota   | Polska        | 04.07.1974     | Grand Nancy ASPTT HB   |
| 13            | Krzysztof Rakoczy    | Polska        | 22.01.1985     | Wychowanek             |
| 9             | Marek Daćko          | Polska        | 29.03.1991     | SMS Gdańsk             |
| 8             | Szymon Woynowski     | Polska        | 18.07.1986     | WAZS AWFiS Gdańsk      |
| 10            | Dawid Chrapusta      | Polska        | 05.02.1988     | WAZS AWFiS Gdańsk      |
| Obrotowi      |                      |               |                |                        |
| 6             | Siergiej Kirylov     | Białoruś      | 22.03.1977     | AZS AWF Biała Podlaska |
| 19            | Karol Juszczyk       | Polska        | 30.07.1987     | Vive Kielce            |